# Ariha
Ariha cũng là tên tiếng Ả Rập của Jericho.
Ariha (tiếng Ả Rập: أريحا, còn được gọi là Rīḥā, ريحا) là một thị trấn ở phía bắc Syria, một phần hành chính của Tỉnh Idlib, nằm ở phía nam Idlib. Các địa phương lân cận bao gồm Urum al-Jawz về phía tây nam, Sarjah ở phía nam, Kafr Latah về phía đông nam, Maar Bilit về phía đông, al-Nayrab ở phía đông bắc, Nahlaya và al-Mastumah ở phía bắc, Kurin về phía tây bắc và Maataram về phía tây Theo Cục Thống kê Trung ương Syria, Ariha có dân số 39.501 người trong cuộc điều tra dân số năm 2004. Thị trấn cũng là trung tâm hành chính của quận Ariha và Ariha nahiyah (phó huyện), bao gồm 24 địa phương, với dân số kết hợp là 83.487 vào năm 2004.

## Lịch sử
Nhà địa lý người Syria Yaqut al-Hamawi đã viết vào năm 1226 rằng Ariha là một thị trấn nhỏ ở quận Aleppo và "một trong những nơi dễ chịu và tốt nhất trên trái đất của Chúa". Ông nhận xét rằng nó rất phong phú trong vườn cây, vườn và sông.
Vào giữa thế kỷ 19, nhà Đông phương học Albert Socin đã đi qua Ariha, lưu ý rằng nó có khoảng 3.000 cư dân và "nằm ở vị trí đẹp" trong số các vườn ô liu ở căn cứ phía bắc của Jabal Zawiya.

### Cuộc chinh phục năm 712 sau Công nguyên
Vào năm 712 sau Công nguyên, khi Muhammad Bin Qasim tiến vào Sindh với 12.000 quân của quân đội, 6000 binh sĩ đã đến từ thành phố này. Sau một vài năm, họ quyết định sống ở Ấn Độ và bây giờ họ được gọi là Arain ở Pakistan và Ấn Độ.

### Nội chiến Syria
Trong cuộc nội chiến ở Syria, Ariha là cảnh chiến đấu giữa các lực lượng chính phủ và phiến quân. Quân đội Syria Tự do đã đẩy lùi một loạt các cuộc tấn công của chính phủ trong khoảng thời gian từ tháng 3 đến tháng 6 năm 2012, bất chấp khả năng của chính phủ trong việc thực hiện các hoạt động vũ khí kết hợp liên quan đến xe bọc thép, pháo binh và trực thăng. Thành phố đã bị chính phủ chiếm lại vào ngày 11 tháng 8 năm 2012.
Đến cuối tháng 7 năm 2013, phiến quân kiểm soát các bộ phận của Ariha, trong khi lực lượng chính phủ có ba trạm kiểm soát bên trong thị trấn.
Vào ngày 25 tháng 5 năm 2014, Mặt trận al-Nusra và Lữ đoàn Suqour al-Sham đã phát động một cuộc tấn công hai mũi nhọn vào các ngọn đồi phía nam Ariha với mục tiêu chiếm giữ hai tiền đồn quân sự; Trạm kiểm soát nhà hàng Fanar và Cơ quan quân sự Shami ngồi trên hai đỉnh núi ở khu vực phía nam thị trấn và kiểm soát việc tiếp cận các khu phố phía nam Ariha thông qua hai con đường tiếp cận. Vào lúc 6 giờ sáng, Mặt trận al-Nusra với sự hỗ trợ của Suqour al-Sham đã kích nổ bốn SVBIED chống lại các mục tiêu cơ sở hạ tầng của chính phủ. Cả bốn chiếc SVBIED đều phát nổ ở khu vực Jabal al-Arbaeen ở ngoại ô phía nam Ariha. Chiếc SVBIED đầu tiên, được lái bởi Moner Mohammad Abu Salha, một người đàn ông Mỹ 22 tuổi đến từ Florida, đã tiếp cận Trạm kiểm soát nhà hàng Fanar từ phía tây nam dọc theo con đường đất. Chiếc xe tải bọc thép nặng 16 tấn đã phá hủy hoàn toàn trạm kiểm soát và khiến nó tự vỡ vụn, chỉ còn vài người sống sót để bảo vệ nó. Trong suốt trận chiến, hai chiếc SVBIED khác phát nổ ở phía tây Fanar, nhắm vào Khu liên hợp quân sự Shami. Hai chiếc SVBIED đầu tiên nhắm vào tòa nhà của Chỉ huy và Trạm kiểm soát Shami. Một VBIED cuối cùng nhắm vào tòa nhà Aram, tuy nhiên người lái xe VBIED đã có thể đỗ xe và thoát khỏi không bị thương. Bốn vụ nổ được theo sau bởi một loạt pháo và súng. Đến cuối ngày, Jabhat al-Nusra và Suquor al-Sham đã chiếm giữ cả Trạm kiểm soát Fanar và Shami trong một trong những cuộc tấn công SVBIED phối hợp lớn nhất kể từ đầu năm 2014. Tuy nhiên, vào ngày 13 tháng 10 năm 2014, có thông tin rằng phiến quân đã phá hủy một APC của chính phủ tại Trạm kiểm soát al-Fanar.
Vào ngày 24 tháng 8 năm 2014, phiến quân đã chiếm được Ariha. M4 đi qua Ariha trước khi kết nối với M5 ở Saraqib. Việc kiểm soát khu vực M4 ở Ariha cho phép các lực lượng đối lập cắt đứt đường tiếp tế của chính phủ từ Latakia đến các thành phố Idlib và Aleppo. Hai ngày sau, vào ngày 26 tháng 8, phiến quân tấn công trạm kiểm soát Qiyasat do chính phủ kiểm soát bên cạnh Ariha, phá hủy xe tăng của chính phủ trong nỗ lực phá vỡ đường tiếp tế của chính phủ từ Idlib đến Latakia. "Phiến quân đang cố gắng bắt Ariha để chúng có thể tiến gần đến [Idlib]," Ines Qadur, một nhà báo độc lập ở phía nam Idlib, nói với Syria Direct, "nơi chúng sẽ có thể biến thành phố Idlib thành mặt trận chiến đấu tiếp theo. ". Tuy nhiên, sau 10 ngày bắn phá, lực lượng chính phủ đã chiếm lại thị trấn vào ngày 3 tháng 9.
Vào ngày 25 tháng 5 năm 2015, Quân đội chinh phạt đã bắt Ariha từ lực lượng chính phủ.
Vào ngày 12 tháng 1 năm 2017, máy bay Nga đã ném bom xung quanh Ariha, giết chết một nhà lãnh đạo Đảng Hồi giáo Uyghur Turkistan và gia đình ông. Doğu Türkistan Bülteni Haber Ajansı nói rằng người Nga đã ném bom gia đình của các chiến binh Uyghur ở Idlib và TIP trả đũa bằng cách bắn tên lửa vào dân quân Iran.
Vào ngày 21 tháng 2 năm 2018, Mặt trận Giải phóng Syria đã bắt Ariha từ Tahrir al-Sham.

## Khí hậu
Ariha có khí hậu Địa Trung Hải mùa hè nóng bức (phân loại khí hậu Köppen: Csa). 
| Dữ liệu khí hậu của {{{location}}} | Dữ liệu khí hậu của {{{location}}} | Dữ liệu khí hậu của {{{location}}} | Dữ liệu khí hậu của {{{location}}} | Dữ liệu khí hậu của {{{location}}} | Dữ liệu khí hậu của {{{location}}} | Dữ liệu khí hậu của {{{location}}} | Dữ liệu khí hậu của {{{location}}} | Dữ liệu khí hậu của {{{location}}} | Dữ liệu khí hậu của {{{location}}} | Dữ liệu khí hậu của {{{location}}} | Dữ liệu khí hậu của {{{location}}} | Dữ liệu khí hậu của {{{location}}} | Dữ liệu khí hậu của {{{location}}} |
| Tháng                              | 1                                  | 2                                  | 3                                  | 4                                  | 5                                  | 6                                  | 7                                  | 8                                  | 9                                  | 10                                 | 11                                 | 12                                 | Năm                                |
| ---------------------------------- | ---------------------------------- | ---------------------------------- | ---------------------------------- | ---------------------------------- | ---------------------------------- | ---------------------------------- | ---------------------------------- | ---------------------------------- | ---------------------------------- | ---------------------------------- | ---------------------------------- | ---------------------------------- | ---------------------------------- |
| [ cần dẫn nguồn ]                  |                                    |                                    |                                    |                                    |                                    |                                    |                                    |                                    |                                    |                                    |                                    |                                    |                                    |